# Чарлтон (острво)

Острво Чарлтон (енгл. Charlton Island) је једно од острва у канадском арктичком архипелагу. Острво је у саставу канадске територије Нунавут. 
Налази се на југу Џејмсовог залива и најјужнија је тачка Нунавута.
Површина износи око 308 km².
Острво је ненасељено.